# Ad purpuratorum Patrum Collegium
Ad purpuratorum Patrum Collegium ist ein Apostolisches Schreiben von Papst Paul VI. in Form eines Motu proprios. Es wurde am 11. Februar 1965 in den Acta Apostolicae Sedis (AAS), dem Amtsblatt des Heiligen Stuhls, veröffentlicht. Es legt fest, dass ins Kardinalskollegium aufgenommene Patriarchen der katholischen Ostkirchen zukünftig der Klasse der Kardinalbischöfe angehören sollen.

## Allgemeines
Ad purpuratorum Patrum Collegium ist das sechste von 47 Motu proprios, die Paul VI. während seines Pontifikats zwischen Juni 1963 und August 1978 veröffentlichte. Es ist in lateinischer Sprache abgefasst, der Amtssprache des Heiligen Stuhls. Außerdem wurde es auf Italienisch veröffentlicht. Der Titel Ad purpuratorum Patrum Collegium leitet sich aus dem ersten Satz des Briefes ab, beginnend mit „Ad purpuratorum Patrum Collegium de loco Patriarcharum Orientalium in Sacro Cardinalium Collegio …“ (übersetzt etwa: „Der Ort der Patriarchen der Ostkirchen im Kardinalskollegium …“).
Im seit 1983 geltenden Codex Iuris Canonici wurde die Regelung aufgenommen, dass die in das Kardinalskollegium aufgenommenen orientalischen Patriarchen zu bischöflichen Klasse gehören (c. 350 § 1 CIC). Diese Norm ersetzt damit Ad purpuratorum Patrum Collegium.

## Hintergrund
Die Kardinäle teilen sich in drei Ordnungen der Kardinalbischöfe, der Kardinalpriester und Kardinaldiakone. Nach den Änderungen von Suburbicariis sedibus und Cum gravissima handelt es sich um eine reine Ehrenrangfolge. Je nach Zugehörigkeit ist als Bischof eines Suburbikarischen Bistümer, Priester einer Titelkirchen oder Diakon einer Titeldiakonie. Vor Ad purpuratorum Patrum Collegium wurden Patriarchen der Klasse der Kardinalpriester zugeordnet, wie auch andere Diözesanbischöfe, da aufgrund der Leitungen ihrer jeweiligen Teilkirche nicht in Rom residierten. Sie sind somit Teil des römischen Klerus und somit einer Ortskirche der Lateinischen Kirche. Somit bekleideten Patriarchen der Ostkirchen, die auch Kardinal waren, Ämter in zwei Riten.
Der Papst legte in dem Motu proprio, dass Oberhäupter der katholischen Ostkirchen, die den Titel eines Patriarchen führen, zukünftig der Ordnung der Kardinalbischöfe zugeordnet werden sollen. Um ihr Unabhängigkeit zu unterstreichen, soll ihnen kein suburbikarisches Bistum zugeordnet werden, sondern sie sollen ihr eigenes Patriarchat als Titel führen. Sie gehören auch nicht dem Klerus der Stadt Rom an. Auch an der Wahl des Kardinaldekan und Kardinalsubdekan nehmen sie nicht teil. Die Regelung wurde als Canon 350 1 und 3 in den CIC 1983 übernommen.
Die zu Kardinälen ernannten Patriarchen waren in der Protokollarische Rangordnung nach den Inhabern der Suburbikarischen Bistümer und vor dem Kardinalprotopriester. Somit wurden die zu Kardinäle ernannten Patriarchen im Rang erhöht.
Oberhäupter von katholischen Ostkirchen, die den Titel eines Großerzbischofs oder Metropoliten führen, werden der Klasse der Kardinalpriester zugeordnet.

## Liste
Es folgt eine Auflistung der Patriarchen, welche zu Kardinälen ernannt wurden.
| Name                         | Konsistorium | Geburtsdatum       | Patriarchat                                                   | Nationalität | Papstwahl- berechtigt | Sterbedatum      | Anmerkung |
| ---------------------------- | ------------ | ------------------ | ------------------------------------------------------------- | ------------ | --------------------- | ---------------- | --- |
| Ignatius Gabriel I. Tappouni | 1935         | 3. November 1879   | Patriarch von Antiochien und der Syrer                        | Syrien       | -                     | 29. Januar 1968  | Tappouni war zum Zeitpunkt der Veröffentlichung von Ad purpuratorum Patrum Collegium bereits Kardinalpriester. Er wurde am Tag der Veröffentlichung in Klasse der Kardinalbischöfe aufgenommen.                                                                                    |
| Krikor Bedros XV. Agagianian | 1946         | 18. September 1895 | Patriarch der Armenisch-Katholischen Kirche                   | Georgien     | -                     | 16. Mai 1971     | Agagianian war zum Zeitpunkt der Veröffentlichung von Ad purpuratorum Patrum Collegium bereits Kardinalpriester. Da bereits als Patriarch zurückgetreten war und Kurienkardinal war, hatte das Motu Propriors für ihn keine Auswirkungen. 1970 wurde er Kardinalbischof von Albano |
| Pierre-Paul Méouchi          | 1965         | 1. April 1894      | Maronitischer Patriarch von Antiochien und des ganzen Orients | Libyen       | -                     | 11. Januar 1975  | |
| Maximos IV. Sayegh           | 1965         | 10. April 1878     | Melkitischer griechisch-katholischer Patriarch von Antiochien | Syrien       | -                     | 5. November 1967 | Sayegh hatte dreimal die Erhebung zum Kardinal abgelehnt, da er diese als Verrat an der eigenen Kirche betrachtet. Nach Ad purpuratorum Patrum Collegium änderte er seine Meinung und wurde im Konsistorium 11 Tage später zum Kardinal erhoben.                                   |
| Stephanos I. Sidarouss       | 1965         | 22. Februar 1904   | Patriarch von Alexandrien und der Kopten                      | Ägypten      | -                     | 23. August 1987  | |
| Anton Peter Khoraiche        | 1983         | 20. September 1907 | Maronitischer Patriarch von Antiochien und des ganzen Orients | Libyen       | -                     | 19. August 1994  | |
| Nasrallah Boutros Sfeir      | 1994         | 15. Mai 1920       | Maronitischer Patriarch von Antiochien und des ganzen Orients | Libyen       | -                     | 12. Mai 2019     | |
| Ignatius Moussa I. Daoud     | 2001         | 18. September 1930 | Patriarch von Antiochien und der Syrer                        | Syrien       | -                     | 7. April 2012    | |
| Stephanos II. Ghattas        | 2001         | 16. Januar 1920    | Patriarch von Alexandrien und der Kopten                      | Ägypten      | -                     | 20. Januar 2009  | |
| Emmanuel III. Delly          | 2007         | 6. Oktober 1927    | Patriarch von Babylon                                         | Irak         | -                     | 8. April 2014    | |
| Antonios Naguib              | 2010         | 18. März 1935      | Patriarch von Alexandrien und der Kopten (emeritiert)         | Ägypten      | -                     | 28. März 2022    | |
| Bechara Boutros Rai          | 2012         | 25. Februar 1940   | Maronitischer Patriarch von Antiochien und des ganzen Orients | Libyen       | nein                  |                  | |
| Louis Raphaël I. Sako        | 2018         | 4. Juni 1948       | Patriarch von Babylon                                         | Irak         | ja                    |                  | |

Mittlerweile wurde mindestens ein Patriarch jeder Katholischen Ostkirche, außer der Armenisch-katholische Kirche, Kardinal.